# Alex Howes
Alex Howes (* 1. Januar 1988 in Golden, Colorado) ist ein ehemaliger US-amerikanischer Radrennfahrer.

## Sportliche Laufbahn
Alex Howes wurde 2005 US-amerikanischer Vizemeister bei der Cyclocrossmeisterschaften der Junioren.
In der Saison 2007 wurde Howes mit dem Wechsel in die U23 Mitglied des Professional Continental Teams Slipstream-Chipotle. Nach einem Jahr verließ er wieder das Team und wurde nach einem Jahr in Europa in das Nachwuchsteam von Garmin aufgenommen, für das er bis 2011 fuhr. 2009 wurde Howes nationaler Meister im Straßenrennen der U23-Klasse. Bei der Tour of Utah gewann er die vierte Etappe und wurde Erster in der Berg- sowie in der Nachwuchswertung, in der Gesamtwertung belegte er den vierten Platz. Ende der Saison 2009 fuhr Howes erneut für das inzwischen in die ProTour aufgestiegene Team Garmin-Slipstream, diesmal jedoch als Stagiaire.
Letztendlich erhielt Howes zur Saison 2012 einen Vertrag bei Garmin-Sharp, bei dem er bis zu seinem Karriereende blieb. 2012 gewann er mit der Mannschaft das Mannschaftszeitfahren der Tour of Utah, 2014 entschied er eine Etappe der USA Pro Challenge für sich, 2016 wurde er nationaler Vize-Meister im Straßenrennen. Das folgende Jahr war für Howes besonders erfolgreich: Er gewann die Bergwertung der Vuelta al País Vasco, zwei Etappen des Cascade Cycling Classic sowie jeweils eine Etappe des Colorado Classic und der Tour of Alberta. Von 2013 bis 2017 nahm er insgesamt fünfmal an einer Grand Tour teil, dabei an jeder der drei Grand Tours mindestens einmal, wo er vorrangig Helferaufgaben übernahm. 2019 erzielte er mit dem Titel des nationalen Straßenmeister in der Elite den letzten zählbaren Erfolg seiner Karriere.
Nach elf Jahren ununterbrochener Mitgliedschaft im Team beendete Howes nach der Saison 2022 seine aktive Karriere als Radrennfahrer.

## Erfolge
2009
- US-amerikanischer Meister – Straßenrennen (U23)

2012
- Mannschaftszeitfahren Tour of Utah

2014
- eine Etappe USA Pro Challenge

2017
- Bergwertung Vuelta al País Vasco
- zwei Etappen Cascade Cycling Classic
- eine Etappe Colorado Classic
- eine Etappe Tour of Alberta

2019
- Mannschaftszeitfahren Tour Colombia
- US-amerikanischer Meister – Straßenrennen

## Grand-Tour-Platzierungen
| Grand Tour            | 2013 | 2014 | 2015 | 2016 | 2017 |
| --------------------- | ---- | ---- | ---- | ---- | ---- |
| Giro d’ItaliaGiro     | –    | –    | –    | –    | 136  |
| Tour de FranceTour    | –    | 127  | –    | 131  | –    |
| Vuelta a EspañaVuelta | 93   | –    | 129  | –    | –    |